# Idiasta sculpturata
Idiasta sculpturata är en stekelart som först beskrevs av Vladimir Ivanovich Tobias 1986.  Idiasta sculpturata ingår i släktet Idiasta och familjen bracksteklar. Inga underarter finns listade i Catalogue of Life.